# Борго Милетари
Борго Милетари је насеље у Италији у округу Ена, региону Сицилија.
Према процени из 2011. у насељу је живело 41 становника. Насеље се налази на надморској висини од 816 м.